# (1208) Троил
(1208) Троил (др.-греч. Τρωίλος) — троянский астероид Юпитера, двигающийся в точке Лагранжа L5, в 60° позади планеты. Он был открыт 31 декабря 1931 года немецким астрономом Карлом Вильгельмом Рейнмутом в обсерватории Хайдельберг-Кёнигштуль, Германия и назван в честь Троила, одного из героев Троянской войны согласно древнегреческой мифологии.

Орбита астероида Троил и его положение в Солнечной системе
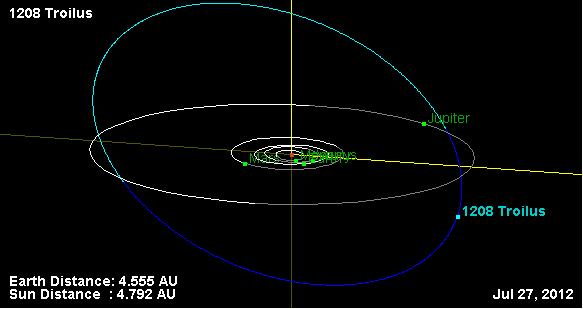
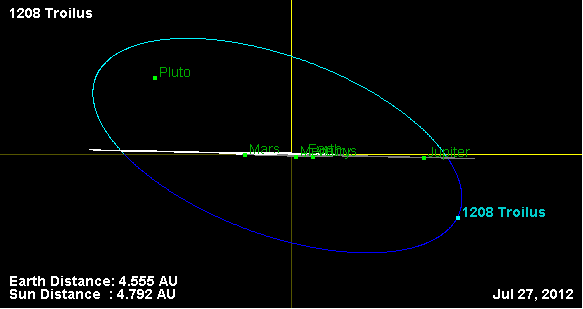